# Perissodus
Perissodus – rodzaj słodkowodnych ryb okoniokształtnych z rodziny pielęgnicowatych (Cichlidae), typ nomenklatoryczny plemienia Perissodini.  Żywią się łuskami innych ryb.

## Występowanie
Gatunki endemiczne jeziora Tanganika w Afryce Wschodniej.

## Klasyfikacja
Gatunki zaliczane do tego rodzaju:
- Perissodus eccentricus
- Perissodus microlepis